# Zepter Hockey Cup 2000
Zepter Hockey Cup 2000 byl první ročník českého hokejového turnaje, který se měl konat jednou ročně v rámci letní přípravy na sezonu. Druhý ročník už se konal pod názvem Tipsport Hockey Cup. Pod tímto názvem se soutěž hrála ještě v roce 2003, poté se turnaj tři roky nehrál a další ročník Tipsport Hockey Cupu se hrál až v roce 2007.
Vítězem ročníku 2000 se stal klub HC České Budějovice.

## Výsledky

### Skupina A
| Poř. | Tým                | Z | V | R | P | VG | OG | B |
| ---- | ------------------ | - | - | - | - | -- | -- | - |
| 1.   | HC Slovnaft Vsetín | 6 | 4 | 1 | 1 | 19 | 10 | 9 |
| 2.   | HC Vítkovice       | 6 | 4 | 0 | 2 | 17 | 11 | 8 |
| 3.   | HC Oceláři Třinec  | 6 | 3 | 1 | 2 | 17 | 20 | 7 |
| 4.   | HC Femax Havířov   | 6 | 0 | 0 | 6 | 8  | 20 | 0 |

#### Výsledky
- Havířov – Vítkovice 1-3 (0-0,0-1,1-2)
- Třinec – Vsetín 2-6 (2-2,0-3,0-1)
- Vítkovice – Vsetín 2-3 (0-0,1-1,1-2)
- Třinec – Havířov 5-3 (1-0,3-2,1-1)
- Třinec – Vítkovice 4-3 (1-2,2-1,1-0)
- Vsetín – Havířov 3-1 (0-1,1-0,2-0)
- Havírov – Vítkovice 2-3 (1-1,1-1,0-1)
- Vsetín – Vítkovice 0-1 (0-1,0-0,0-0)
- Havířov – Třinec 0-2 (0-0,0-1,0-1)
- Vítkovice – Třinec 5-1 (3-0,1-1,1-0)
- Havířov – Vsetín 1-4 (0-2,0-1,1-1)
- Vsetín – Třinec 3-3 (0-1,3-1,0-1)

### Skupina B
| Poř. | Tým                         | Z | V | R | P | VG | OG | B  |
| ---- | --------------------------- | - | - | - | - | -- | -- | -- |
| 1.   | HC IPB Pojišťovna Pardubice | 6 | 6 | 0 | 0 | 28 | 14 | 12 |
| 2.   | HC Znojemští Orli           | 6 | 3 | 0 | 3 | 22 | 20 | 6  |
| 3.   | HC Zlin                     | 6 | 1 | 1 | 4 | 17 | 25 | 3  |
| 4.   | HC Slavia Praha             | 6 | 1 | 1 | 4 | 13 | 21 | 3  |

#### Výsledky
- Zlín – Slavia Praha 6-3 (2-1,3-2,1-0)
- Znojmo – Pardubice 2-3 (1-2,1-1,0-0)
- Slavia Praha – Pardubice 2-3 (0-1,0-1,2-1)
- Zlín – Znojmo 2-4 (0-1,2-0,0-3)
- Znojmo – Slavia Praha 6-3 (2-0,2-2,2-1)
- Pardubice – Zlín 4-2 (0-1,1-1,3-0)
- Slavia Praha – Zlín 2-2 (2-1,0-0,0-1)
- Pardubice – Slavia Praha 3-1 (1-0,1-1,1-0)
- Znojmo – Zlín 5-2 (2-0,1-1,2-1)
- Zlín – Pardubice 3-7 (2-3,1-1,0-3)
- Slavia Praha – Znojmo 2-1 (0-0,2-1,0-0)
- Pardubice – Znojmo 8-4

### Skupina C
| Poř. | Tým                        | Z | V | R | P | VG | OG | B |
| ---- | -------------------------- | - | - | - | - | -- | -- | - |
| 1.   | HC Chemopetrol Litvinov    | 6 | 4 | 1 | 1 | 21 | 18 | 9 |
| 2.   | HC Vagnerplast Kladno      | 6 | 2 | 3 | 1 | 23 | 16 | 7 |
| 3.   | HC Becherovka Karlovy Vary | 6 | 1 | 2 | 3 | 17 | 15 | 4 |
| 4.   | KLH Chomutov               | 6 | 2 | 0 | 4 | 13 | 25 | 4 |

#### Výsledky
- Karlovy Vary – Chomutov 2-3 OT (1-1,1-1,0-0,0-1)
- Kladno – Litvínov 2-2 (1-1,0-1,1-0)
- Karlový Vary – Kladno 2-2 (1-0,0-1,1-1)
- Chomutov – Litvínov 5-1 (2-0,2-0,1-1)
- Kladno – Chomutov 7-1 (4-1,1-0,2-0)
- Litvínov – Karlový Vary 4-2 (1-1,2-1,1-0)
- Litvínov – Kladno 7-6 (0-2,3-2,4-2)
- Chomutov – Karlový Vary 1-7 (0-5,0-1,1-1)
- Karlový Vary – Litvínov 1-2 (0-0,1-1,0-1)
- Litvínov – Chomutov 5-2 (2-0,1-1,2-1)
- Kladno – Karlový Vary 3-3 (1-2,2-1,0-0)
- Chomutov – Kladno 1-3

### Skupina D
| Poř. | Tým                 | Z | V | R | P | VG | OG | B |
| ---- | ------------------- | - | - | - | - | -- | -- | - |
| 1.   | HC České Budějovice | 6 | 4 | 1 | 1 | 28 | 19 | 9 |
| 2.   | HC Keramika Plzeň   | 6 | 3 | 2 | 1 | 20 | 19 | 8 |
| 3.   | HC Sparta Praha     | 6 | 3 | 1 | 2 | 25 | 18 | 7 |
| 4.   | IHC Písek           | 6 | 0 | 0 | 6 | 18 | 35 | 0 |

#### Výsledky a rozhodčí
- České Budějovice – Plzeň 6-3 (0-0,3-2,3-1)  rozhodčí: Štěpán Souček – Václav Český, Evžen Kostka
- Pisek – Sparta Praha 1-5 (0-1,1-2,1-2) rozhodčí: Vladimír Šindler – Milan Dančišin, Tomáš Matějček
- Sparta Praha – Pisek 7-3
- Pisek – České Budějovice 5-9 (2-3,2-3,1-3)
- České Budějovice – Sparta Praha 4-3 (1-2,1-1,2-0)
- Plzeň – Pisek 3-2 (1-1,1-1,1-0)
- Plzeň – České Budějovice 1-1 (0-0,1-0,0-1)
- Plzeň – Sparta Praha 3-3 (0-0,3-2,0-1)
- České Budějovice – Pisek 5-3 (2-1,1-2,2-0)
- Sparta Praha – Plzeň 3-4 (1-1,2-3,0-0)
- Sparta Praha – České Budějovice 4-3 (2:0,0:3,2:0)  rozhodčí: Martin Homola – Miroslav Dvořák, Radovan Křivský
- Pisek – Plzeň 4-6

### Play-off

#### Semifinále
- HC IPB Pojišťovna Pardubice – HC Slovnaft Vsetin 3:1 (0:1, 3:0, 0:0) rozhodčí: Milan Minář - Václav Český, Evžen Kostka
- HC České Budějovice – HC Chemopetrol Litvinov 3:2 (0:0, 3:1, 0:1) rozhodčí: František Rejthar - Stanislav Barvíř, Petr Blümel

#### Finále
- HC České Budějovice – HC IPB Pojišťovna Pardubice 2:1 (0:0, 2:1, 0:0)